# Горнбрук (Каліфорнія)
Горнбрук (англ. Hornbrook) — переписна місцевість (CDP) в США, в окрузі Сискію штату Каліфорнія. Населення — 266 осіб (2020).

## Географія
Горнбрук розташований за координатами 41°54′16″ пн. ш. 122°33′30″ зх. д. / 41.90444° пн. ш. 122.55833° зх. д. (41.904505, -122.558319).  За даними Бюро перепису населення США в 2010 році переписна місцевість мала площу 3,05 км², з яких 3,02 км² — суходіл та 0,03 км² — водойми.

### Клімат
| Клімат : Горнбрук       | Клімат : Горнбрук | Клімат : Горнбрук | Клімат : Горнбрук | Клімат : Горнбрук | Клімат : Горнбрук | Клімат : Горнбрук | Клімат : Горнбрук | Клімат : Горнбрук | Клімат : Горнбрук | Клімат : Горнбрук | Клімат : Горнбрук | Клімат : Горнбрук | Клімат : Горнбрук |
| Показник                | Січ.              | Лют.              | Бер.              | Квіт.             | Трав.             | Черв.             | Лип.              | Серп.             | Вер.              | Жовт.             | Лист.             | Груд.             | Рік               |
| Абсолютний максимум, °C | 17,8              | 22,8              | 26,7              | 32,2              | 39,4              | 41,1              | 42,8              | 43,3              | 41,7              | 33,9              | 26,1              | 18,3              | 43,3              |
| Середній максимум, °C   | 7,2               | 10,6              | 13,9              | 17,8              | 22,8              | 27,8              | 32,2              | 32,2              | 27,8              | 21,1              | 11,7              | 7,2               | 19,4              |
| Середній мінімум, °C    | −5                | −3,3              | −1,7              | 0,6               | 3,9               | 7,8               | 10,6              | 10,0              | 6,7               | 1,7               | −2,2              | −4,4              | 2,2               |
| Абсолютний мінімум, °C  | −22,8             | −23,9             | −17,8             | −7,8              | −6,1              | −2,2              | 1,1               | 0,6               | −2,8              | −11,1             | −13,3             | −23,9             | −23,9             |
| Норма опадів, мм        | 81                | 58                | 52                | 30                | 29                | 24                | 12                | 14                | 19                | 28                | 71                | 81                | 499               |
| ----------------------- | ----------------- | ----------------- | ----------------- | ----------------- | ----------------- | ----------------- | ----------------- | ----------------- | ----------------- | ----------------- | ----------------- | ----------------- | ----------------- |
| Джерело:                |                   |                   |                   |                   |                   |                   |                   |                   |                   |                   |                   |                   |                   |

## Демографія
Згідно з переписом 2010 року, у переписній місцевості мешкало 248 осіб у 108 домогосподарствах у складі 61 родини. Густота населення становила 81 особа/км².  Було 156 помешкань (51/км²).
Расовий склад населення:
| - 78,6 % — білих - 6,0 % — корінних американців - 4,0 % — осіб інших рас |

До двох чи більше рас належало 11,3 %. Частка іспаномовних становила 7,7 % від усіх жителів.
За віковим діапазоном населення розподілялося таким чином: 20,2 % — особи молодші 18 років, 58,4 % — особи у віці 18—64 років, 21,4 % — особи у віці 65 років та старші. Медіана віку мешканця становила 46,7 року. На 100 осіб жіночої статі у переписній місцевості припадало 87,9 чоловіків;  на 100 жінок у віці від 18 років та старших — 85,0 чоловіків також старших 18 років.
Середній дохід на одне домашнє господарство  становив 43 257 доларів США (медіана — 30 893), а середній дохід на одну сім'ю — 52 247 доларів (медіана — 36 346). За межею бідності перебувало 34,9 % осіб, у тому числі 45,4 % дітей у віці до 18 років та 10,7 % осіб у віці 65 років та старших.
Цивільне працевлаштоване населення становило 77 осіб. Основні галузі зайнятості: мистецтво, розваги та відпочинок — 27,3 %, освіта, охорона здоров'я та соціальна допомога — 19,5 %, роздрібна торгівля — 15,6 %, сільське господарство, лісництво, риболовля — 13,0 %.